# マルク・ベルナル
- マルク・ベルナール

マルク・ベルナル・カサス（Marc Bernal Casas, 2007年5月26日 - ）は、スペインのカタルーニャ州ベルガ出身のプロサッカー選手。プリメーラ・フェデラシオンのFCバルセロナB所属。ポジションはミッドフィールダー。

## 経歴

### バルセロナ
2014年に6歳でFCバルセロナのユースアカデミーに加入。
2023年6月23日にバルセロナと最初のプロ契約を結んだ 。8月27日にFCバルセロナBでプロデビューし、9月22日のセスタオ・リーベル・クルブ戦でプロ初を含む2得点を記録した。
2024-25シーズンはプレシーズンマッチで結果を残してトップチームに帯同し、バレンシアCFとのシーズン開幕戦に先発出場してトップチームデビューした。しかし、開幕3試合目のラージョ・バジェカーノ戦で左膝の前十字靭帯を断裂し、長期離脱となった。
2024年9月30日、バルセロナとの新たな契約を結んだ。新契約の期間は2026年6月30日まででおり、契約には3年間の延長オプションが含まれている。現在スペインでは18歳未満の選手と3年間以上の契約を締結することが禁じられているため、契約上は“オプション”という形になっているが、2025年5月26日にベルナルが18歳の誕生日を迎えると、契約期間が2029年6月30日まで自動で延長されることが既に決まっている。また、契約解除金が5億ユーロ（約798億円）に設定されたことも公表されている。

## 代表歴
2023年のFIFA U-17ワールドカップ、2024年のUEFA U-17欧州選手権にスペイン代表で出場した。

## プレースタイル
ボランチを主戦場としており、ボールキープやゲームを組み立てるパスを出す技術に優れており、なおかつ守備時には前に出て相手の攻撃の目を潰すか、後退するかを的確に判断することができる。

## 評価
プレシーズンで対戦したマンチェスター・シティFCの監督ジョゼップ・グアルディオラは「マルク・ベルナルは並外れた選手だと感じた。なんというコントロール、なんというプレーを見せるんだ……」と評価した。

## 個人成績
| クラブ       | シーズン | リーグ戦                   | リーグ戦 | リーグ戦 | カップ戦 | カップ戦 | 国際大会 | 国際大会 | その他 | その他 | 通算 | 通算 |
| クラブ       | シーズン | リーグ                     | 出場     | 得点     | 出場     | 得点     | 出場     | 得点     | 出場   | 得点   | 出場 | 得点 |
| ------------ | -------- | -------------------------- | -------- | -------- | -------- | -------- | -------- | -------- | ------ | ------ | ---- | ---- |
| バルセロナB  | 2023-24  | プリメーラ・フェデラシオン | 27       | 2        | —        | —        | ー       | ー       | 4      | 0      | 31   | 2    |
| FCバルセロナ | 2024-25  | プリメーラ・ディビシオン   | 3        | 0        | 0        | 0        | ０       | ０       | ４     | １     | 7    | 1    |
| 合計         | 合計     | 合計                       | 27       | 2        | 0        | 0        | ０       | ０       | 4      | 0      | 31   | 2    |

## タイトル

### クラブ
FCバルセロナ
- プリメーラ・ディビシオン : 2024-25
- コパ・デル・レイ : 2024-25
- スーペルコパ・デ・エスパーニャ : 2024-25